# Ekonomska šola Celje
Ekonomska šola Celje je javni vzgojno-izobraževalni zavod, s sedežem na Kosovelovi ulici 4 v Celju. Zavod združuje gimnazijo in srednjo šolo, višjo strokovno šolo ter Centralo učnih podjetij Slovenije. Trenutni zavod je nastal leta 2013 z združitvijo Poslovno-komercialne šole Celje in Srednje ekonomske šole Celje. Izobraževalni programi zajemajo predvsem področja ekonomije, trgovine in varnostnih ved.

## Zgodovina
Zametki izobraževanja na ekonomskem in trgovskem področju v Celju segajo v leto 1896, ko so bile organizirane Nedeljske šole za trgovske praktikante in vajence, predhodnica kasnejše Poslovno-komercialne šole Celje. Srednja ekonomska šola je bila kot Trgovska šola Celja ustanovljena leta 1908. Obe ustanovi sta doživeli več preimenovanj in prestrukturiranj. Leta 2013 sta bili združeni v enoten zavod, Ekonomsko šolo Celje z organizacijskima enotama Gimnazija in srednja šola ter Višja strokovna šola.

## Gimnazija in srednja šola

### Izobraževalni programi
- Ekonomska gimnazija
- Ekonomski tehnik
- Ekonomski tehnik PTI
- Tehnik varovanja
- Trgovec
- poklicni tečaj
- maturitetni tečaj

## Višja strokovna šola
Višja strokovna šola deluje na dislokaciji, in sicer na Mariborski cesti 2, prav tako v Celju.

### Izobraževalni programi
- Ekonomist
- Organizator socialne mreže
- Varovanje